# Wolfgang Hahn (Numismatiker)
Wolfgang Hahn (* 12. März 1945 in Hermannsreuth) ist ein österreichischer Numismatiker und war von 1990 bis 2010 Professor für Numismatik an der Universität Wien.

## Leben
In Wien studierte er Geschichte, Klassische Philologie und Numismatik. 1969 wurde er promoviert und 1980 folgte die Habilitation für Numismatik und Geldgeschichte. Von 1971 bis 1990 arbeitete er für die Österreichische Akademie der Wissenschaften am Forschungsschwerpunkt Byzantinistik. 1990 wurde er als Nachfolger Robert Göbl Professor am Institut für Numismatik (seit 2000 „Institut für Numismatik und Geldgeschichte“) der Universität Wien. 2010 wurde er emeritiert; sein Nachfolger wurde Reinhard Wolters.
Forschungsschwerpunkte Hahns sind neben der byzantinischen Numismatik vor allem die Numismatik des 8. bis 12. Jahrhunderts im Großraum Bayern sowie die Münzen von Aksum. Hahn ist seit 1983 korrespondierendes Mitglied der American Numismatic Society.

## Auszeichnungen
- 1996 Eligiuspreis der Deutschen Numismatischen Gesellschaft
- 2001 „Jeton-de-Vermeil“ der Französischen Numismatischen Gesellschaft[2]
- 2007 Medaille der Royal Numismatic Society

## Publikationen
- Typenkatalog der Münzen der bayerischen Herzöge und Kurfürsten. 1506–1805. Klinkhardt & Biermann, Braunschweig 1971.
- Carnuntum. (Gemeinden Petronell, Bad Deutsch-Altenburg, Stadt Hainburg) (= Die Fundmünzen der römischen Zeit in Österreich. Abt. 3: Niederösterreich. Bd. 1 = Österreichische Akademie der Wissenschaften. Veröffentlichungen der Numismatischen Kommission. 6). Verlag der Österreichischen Akademie der Wissenschaften, Wien 1976, ISBN 3-7001-0127-9.
- Moneta Imperii Byzantini. Rekonstruktion des Prägeaufbaues auf synoptisch-tabellarischer Grundlage. 3 Bände. Verlag der Österreichischen Akademie der Wissenschaften, Wien 1973–1981;
  - Band 1: Von Anastasius I. bis Justinianus I. (491–565). Einschließlich der ostgotischen und vandalischen Prägungen (= Österreichische Akademie der Wissenschaften. Veröffentlichungen der Numismatischen Kommission. 1 = Österreichische Akademie der Wissenschaften. Philosophisch-Historische Klasse. Denkschriften. 109). 1973, ISBN 3-7001-0005-1;
  - Band 2: Von Justinus II. bis Phocas (565–610). Einschließlich der Prägungen der Heraclius-Revolte und mit Nachträgen zum 1. Band (= Österreichische Akademie der Wissenschaften. Veröffentlichungen der Numismatischen Kommission. 4 = Österreichische Akademie der Wissenschaften. Philosophisch-Historische Klasse. Denkschriften. 119). 1975, ISBN 3-7001-0096-5;
  - Band 3: Von Heraclius bis Leo III., Alleinregierung (610–720). Mit Nachträgen zum 1. und 2. Band (= Österreichische Akademie der Wissenschaften. Veröffentlichungen der Numismatischen Kommission. 10 = Österreichische Akademie der Wissenschaften. Philosophisch-Historische Klasse. Denkschriften. 148). 1981, ISBN 3-7001-0400-6.
- Moneta Radasponensis. Bayerns Münzprägung im 9., 10. und 11. Jahrhundert. Klinkhardt & Biermann, Braunschweig 1976, ISBN 3-7814-0194-4.
- Die Ostprägung des römischen Reiches im 5. Jahrhundert. (408–491) (= Österreichische Akademie der Wissenschaften. Veröffentlichungen der Numismatischen Kommission. 20 = Österreichische Akademie der Wissenschaften. Philosophisch-Historische Klasse. Denkschriften. 199). Verlag der Österreichischen Akademie der Wissenschaften, Wien 1999, ISBN 3-7001-1537-7.